# Southill (Bedfordshire)
Pour les articles homonymes, voir Southill.
Southill est un village et une paroisse civile du Central Bedfordshire en Angleterre, à environ 13 km au sud-est de Bedford. Southill comprend les hameaux de Broom, Ireland et Stanford. À l'est se trouve la vallée de l'Ivel ; l'ouest est formé de collines.

## Histoire
Southill faisait partie de l'ancien hundred de Wixamtree (en) et est mentionnée sept fois en tant que telle dans le Domesday Book.